# Pedro Massage Ribeiro
Pedro Miguel, também conhecido como Pedro Massage, é um terapeuta, escritor e instrutor português de massagem tântrica e desenvolvimento pessoal. Com mais de duas décadas de experiência, dedica-se à prática, ensino e divulgação da massagem tântrica como ferramenta de autoconhecimento, cura emocional e expansão da consciência.

## Biografia
Formado em terapias holísticas, Pedro Miguel iniciou sua carreira explorando práticas de bem-estar e espiritualidade oriental. Ao longo dos anos, especializou-se na filosofia do Tantra e nas técnicas de massagem tântrica, que combinam respiração consciente, meditação e toques terapêuticos voltados para desbloqueio energético e reconexão corporal.
Além de sua atuação como terapeuta, Pedro já conduziu workshops, retiros e cursos em diversos países, ajudando milhares de pessoas a explorar os benefícios da massagem tântrica. Sua abordagem integra aspectos físicos, emocionais e espirituais, com ênfase em ética, consentimento e presença consciente durante a prática.

## Obra
Pedro Miguel é autor do livro Da Massagem ao S3x0: Como Seduzir Uma Mulher (também publicado sob o subtítulo O Caminho da Massagem Tântrica), no qual apresenta fundamentos da prática tântrica e descreve técnicas voltadas para:  
- história e origem da massagem tântrica;

- fundamentos e princípios do Tantra (chakras, energia sexual, respiração);

- técnicas práticas de massagem e respiração;

- benefícios físicos, emocionais e espirituais da prática;

- questões éticas e responsabilidade profissional.[1]

O livro também busca desmistificar concepções equivocadas sobre a massagem tântrica, diferenciando-a de práticas meramente associadas ao prazer sexual e enfatizando seu papel terapêutico e de autoconhecimento.

## Contribuições
Pedro Miguel é reconhecido por difundir a massagem tântrica em países de língua portuguesa e em contextos internacionais, promovendo uma visão integrativa da sexualidade como força vital e criativa. Sua obra contribui para a popularização da terapia tântrica como prática de bem-estar e espiritualidade contemporânea.